# Antoni Mironowicz
Antoni Mironowicz (ur. 30 października 1959 w Białymstoku) – polski historyk i działacz społeczny narodowości białoruskiej, profesor nauk humanistycznych, profesor zwyczajny Uniwersytetu w Białymstoku.

## Życiorys
Ukończył studia na Wydziale Humanistycznym Filii Uniwersytetu Warszawskiego w Białymstoku. W 1990 uzyskał stopień naukowy doktora na Wydziale Historycznym Uniwersytetu Mikołaja Kopernika, na podstawie pracy Podlaskie ośrodki i organizacje prawosławne w końcu XVI i XVII wieku, a w 1997 habilitował się na Wydziale Humanistycznym Katolickiego Uniwersytetu Lubelskiego na podstawie dorobku naukowego oraz rozprawy pt. Prawosławie i unia za panowania Jana Kazimierza. W 2002 uzyskał tytuł naukowy profesora nauk humanistycznych. Promotor pracy doktorskiej m.in. Urszuli Pawluczuk.
Zawodowo związany z Uniwersytetem w Białymstoku, od 1998 jako profesor nadzwyczajny, a od 2006 na stanowisku profesora zwyczajnego. Objął funkcję kierownika Katedry Historii Kultur Pogranicza w Instytucie Historii UwB. Wykładał także w Wyższej Szkole Administracji Publicznej w Białymstoku.
Specjalizuje się w problematyce historii Białorusi, historii Europy Środkowej i Wschodniej, historii Kościoła prawosławnego, historii nowożytnej, historii Rosji. Wyróżniony przez Stowarzyszenie Wydawców Szkół Wyższych za książkę Kościół prawosławny w dziejach Rzeczypospolitej.
Zaangażowany także w działalność organizacji mniejszości białoruskiej. Zasiadał w Miejskiej Radzie Narodowej Białegostoku (1983–1990), Wojewódzkiej Radzie Narodowej (1988–1990) oraz Radzie Miejskiej (1994–1998; z listy Komitetu Wyborczego Prawosławnych). Był współzałożycielem Białoruskiego Zjednoczenia Demokratycznego, członkiem jego władz, a także kandydatem w wyborach sejmowych w 1993.
W 2002 i 2006 bez powodzenia ubiegał się o mandat do białostockiej rady miasta z listy Białoruskiego Komitetu Wyborczego (w 2002 kandydował także na prezydenta Białegostoku, zajmując 5. miejsce wśród 11 kandydatów). W 2007 kandydował do Sejmu z listy Polskiego Stronnictwa Ludowego, a w wyborach do Parlamentu Europejskiego w 2009 w okręgu wyborczym Olsztyn z ramienia Platformy Obywatelskiej.
W 2005 został odznaczony Złotym Krzyżem Zasługi. W 2008 roku dostał nagrodę - Order św. Cyryla Turowskiego II stopnia za badania nad dziejami chrześcijaństwa na Białorusi, 3 października 2008 - Medal Komisji Edukacji Narodowej za osiągnięcia naukowe nadany przez Ministra Nauki i Szkolnictwa Wyższego, 6 maja 2012 - Medal Biskupa diecezji Włodzimierza Wołyńskiego za pracę naukową na rzecz Ukraińskiej Cerkwi Prawosławnej i biskupstwa Włodzimiersko-Wołyńskiego, 28 maja 2013 - Medal św. Marii Magdaleny II stopnia za pracę naukową na rzecz Polskiej Autokefalicznej Prawosławnej Cerkwi, 10 sierpnia 2024 roku - Order Równej Apostołom Marii Magdaleny II stopnia z ozdobami za zasługi na rzecz PAKP, 25 grudnia 2024 roku - Orderu II stopnia św. Nestora Latopisca za zasługi na rzecz Ukraińskiej Cerkwi Prawosławnej, 14 stycznia 2025 roku - Order św. św. Cyryla i Metodego za zasługi na rzecz Cerkwi Prawosławnej i Diecezji Białostocko-Gdańskiej. 

## Przekłady i redakcje
Redakcja książek
1. Kościół prawosławny w Polsce. Dawniej i dziś, pod red. L. Adamczuka i A. Mironowicza, Warszawa 1993, ss. 182, Aneks, ss. 125.
2. M. Hajduk, Unia brzeska, Białystok 1995.
3. G. Sosna, D. Fionik, Dzieje Cerkwi w Bielsku Podlaskim, Białystok 1995.
4. Z dziejów Europy Środkowo-Wschodniej. Prace poświęcone prof. W. A. Serczykowi z okazji 60 rocznicy urodzin, pod red. A. Mironowicza, H. Parafianowicz, E. Urwanowicz, Białystok 1995.
5. J. Wiesialkoúski, Belaruś u pierszai Suswietnai wainie, pod red. A. Mironowicza, Belastok – Londan 1996.
6. Wilno i kresy północno-wschodnie, t. I, Historia i ludzkie losy. Seria: Biblioteka pamięci i myśli, pod red. E. Felikasiak i A. Mironowicza, Białystok 1996.
7. J. Wiesiałkowski, Njajasna mroilisja nowyja darohi, Londyn 1997, ss.141.
8. J. Wiesiałkouski, Narysy pa historyi Bełarusi, cz. I, Białystok-Londyn 1998, ss.164.
9. Życie monastyczne w Rzeczypospolitej, pod red. A. Mironowicza, U. Pawluczuk i P. Chomika, Białystok 2001, ss. 276.
10. Szkolnictwo prawosławne w Rzeczypospolitej, pod red. A. Mironowicza, U. Pawluczuk i P. Chomika, Białystok 2002, ss. 256.
11. Prawosławne oficyny wydawnicze w Rzeczypospolitej, pod red. A. Mironowicza, U. Pawluczuk i P. Chomika, Białystok 2004, ss. 255.
12. Autokefalie Kościoła prawosławnego w Polsce, pod red. A. Mironowicza, U. Pawluczuk i P. Chomika, Białystok 2006, ss. 180.
13. The Orthodox Church in the Balkans and Poland. Connections and Common Tradition, edited by Antoni Mironowicz, Urszula Pawluczuk, and Wojciech Walczak, Białystok 2007, ss. 319.
14. Kościoły i związki wyznaniowe a świadomość narodowa mieszkańców pogranicza, pod red. A. Mironowicza i M. Ulanowskiego, Białystok 2007.
15. О долестях, о подвигах, о славе. Исторические изестия о предках святой праведной Софии Слуцкой, составила Тамара Левишко, Минск 2012, ред. нав. Антоий Миронович.
16. Святая праведная София княгиня Слуцкая, составила Тамара Левишко, Минск 2012, ред. нав. Антоий Миронович.
17. Wprowadzenie do Studiów Wschodnioeuropejskich, t. III, Rosja, pod. red. A. Mironowicza, Lublin 2013.

## Publikacje
1. Antoni Mironowicz, Supraśl jako ośrodek kulturalno-religijny w XVI wieku, Leimen 1984, ss. 112.
2. Antoni Mironowicz, Podlaskie ośrodki i organizacje prawosławne w XVI-XVII wieku, Białystok 1991, ss. 305.
3. Antoni Mironowicz, Nieznany herbarz Michała Szęciłły, London 1992, ss. 71.
4. Antoni Mironowicz, Bractwo Objawienia Pańskiego w Bielsku, Bielsk Podlaski 1994, ss. 50.
5. Antoni Mironowicz, Prawosławie i unia za panowania Jana Kazimierza, Białystok 1996, ss.
6. Antoni Mironowicz, Prawosławie i unia za panowania Jana Kazimierza, wyd. II, Białystok 1997, ss. 325.
7. Antoni Mironowicz, Teodozy Wasilewicz, archimandryta słucki, biskup białoruski, Białystok 1997, ss.71.
8. Antoni Mironowicz, Księga cudów przed ikoną Matki Bożej w Starym Korninie dokonanych, Białystok 1997, ss. 200.
9. Antoni Mironowicz, Metropolita Józef Nielubowicz Tukalski, Białystok 1998, ss. 127.
10. Antoni Mironowicz, Życie monastyczne na Podlasiu, Białystok 1998, ss. 120.
11. Antoni Mironowicz, Katalog świątyń i duchowieństwa prawosławnej diecezji białostocko-gdańskiej, Białystok 1998, ss. 128.
12. Antoni Mironowicz, Sylwester Kossow, władyka białoruski, metropolita kijowski, Białystok 1999, ss.144.
13. Antoni Mironowicz, Kościół prawosławny w dziejach dawnej Rzeczypospolitej, Białystok 2001, ss. 352.
14. Antoni Mironowicz, Ihumen Sawa Palmowski, Białystok 2001, ss.104.
15. Antoni Mironowicz, The Orthodox Church and Byelorussian People, Białystok 2001, ss. 80.
16. Antoni Mironowicz, Kościół prawosławny w państwie Piastów i Jagiellonów, Białystok 2003, ss. 310.
17. Antoni Mironowicz, Bractwa cerkiewne w Rzeczypospolitej, Białystok 2003, ss. 216.
18. Antoni Mironowicz, Józef Bobrykowicz, biskup białoruski, Białystok 2003, ss. 214.
19. Antoni Mironowicz, Sylwester Czetwertyński, biskup białoruski, Białystok 2004, ss. 158.
20. Antoni Mironowicz, The Orthodox Church in Poland, Supraśl 2005, ss. 96.
21. Antoni Mironowicz, Kościół prawosławny na ziemiach polskich w XIX i XX wieku, Białystok 2005, ss. 390.
22. Antoni Mironowicz, Kościół prawosławny w Polsce, Białystok 2006, ss. 918.
23. Antoni Mironowicz, Serafion Połchowski, władyka białoruski, Białystok 2007, ss. 168.
24. Antoni Mironowicz, The Orthodox Heritage. A Few Academic Works about the History of the Orthodox Church in Poland, Supraśl 2007, ss. 165.
25. Antoni Mironowicz, Zarys dziejów Prawosławia w Europie Środowo-Wschodniej, Lublin 2007, ss. 176.
26. Antoni Mironowicz, Diecezja białoruska w XVII i XVIII wieku, Białystok 2008, ss. 352.
27. Antoni Mironowicz, Monaster Wniebowstąpienia Pańskiego w Puszczy Błudowskiej, Supraśl 2008, ss. 68.
28. 28. Antoni Mironowicz, Summariusz dokumentów do dóbr supraskich, Białystok 2009, ss. 172.
29. Антон Мірановіч, Праваслаўная Беларусь, Беласток 2009, 352 с.
30. 30. Antoni Mironowicz, The Easter Christian Tradition in Poland and its Neighbors, Białystok 2010, ss. 224.
31. Antoni Mironowicz, Biskupstwo turowsko-pińskie w XI–XVI wieku, Białystok 2011, ss. 360.
32. Antoni Mironowicz, Pustelnia świętych Antoniego i Teodozego Pieczerskich w Odrynkach, Białystok 2011, ss. 70.
33. Antoni Mironowicz, Sumariusz dokumentów dóbr supraskich, vol. II, Białystok 2011, ss. 240.
34. Antoni Mironowicz, Księga cudów przed ikoną Matki Bożej Waśkowskiej dokonanych, Białystok 2012, ss. 88.
35. Antoni Mironowicz, Prawosławna parafia św. Jana Teologa w Mostowlanach, Mostowlany 2013, ss. 140.
36. Antoni Mironowicz, Parafia Narodzenia NMP w Bielsku Podlaskim. W związku z 450 rocznicą przeniesienia świątyni, Bielsk Podlaski 2013, ss. 64.
37. Antoni Mironowicz, O początkach monasteru supraskiego i jego fundatorach, Supraśl 2013, ss. 64.
38. 38. Antoni Mironowicz, Misja metodiańska na ziemiach polskich do końca XI wieku, Białystok 2013, ss. 64.
39. Антоний Миронович, Судьбы Православной Церкви в Белоруссии и в Польше, Люблин 2013, 198 с.
40. 40. Αντώνιος Μιρόνοβιτζ, Η καταστροφή και μεταβίβαση της ιδιοκτησίας της Ορθοδόξου Εκκλησίας της Πολωνίας 1919-1939, Białystok 2013, ss. 16.
41. 41. Αντώνιος Μιρόνοβιτζ, Εκκλησιαστικές Oυνίες στα πολωνικά έδαφη και οι συνέπειες αυτών, Białystok 2013, ss. 26.
42. 42. Antoni Mironowicz, Rękopisy supraskie w zbiorach krajowych i obcych, Białystok 2014, ss. 394.
43. 43. Antoni i Marcin Mironowicz, Święty Antoni Supraski, Białystok 2014, ss. 48. (współautor)
44. Antoni Mironowicz, Białorusini na Podlasiu w wyborach parlamentarnych i samorządowych w latach 1989-2011, Białystok 2014, ss. 120.
45. 45. Αντώνιος Μιρόνοβιτζ, Οι απαρχές των ορθοδόξων αδελφοτήτων στην Πολωνία, Białystok 2014, ss. 20.
46. 46. Antoni Mironowicz, Pustelnia O. Archimandryty Gabriela w Odrynkach, Odrynki 2015, ss. 44;
47. Antoni Mironowicz, Pustelnia O. Archimandryty Gabriela w Odrynkach, wyd. II, Odrynki 2015, ss. 48.
48. Antoni Mironowicz, Ks. Michał Bożerianow i jego odpowiedź „Ludziom małym”, Białystok 2015, ss. 132.
49. Antoni Mironowicz, Nieznane losy pierwszych ihumenów supraskich, Białystok 2015, ss. 120.
50. Antoni Mironowicz, Subotnik ili Pominnik monasteru supraskiego, Białystok 2015, ss. 144.
51. Antoni Mironowicz, Przywileje i nadania Cerkwi i możnym ruskim w Wielkim Księstwie Litewskim, część I: Lata panowania Kazimierza i Aleksandra Jagiellończyka, Białystok 2016, ss. 120.
52. 52. Antoni Mironowicz, Hryń Iwanowicz, nieznany malarz, grawer i drukarz, Białystok 2016, ss. 96.
53. Antoni Mironowicz, Przywileje i nadania Cerkwi i możnym ruskim w Wielkim Księstwie Litewskim, Część II. Lata panowania Zygmunta Starego, Białystok 2017, ss. 170.
54. Antoni Mironowicz, Jerzy Konisski, biskup mohylewski, Białystok 2017, ss. 155.
55. Antoni Mironowicz, Pod opieką św. Antoniego Pieczerskiego, Odrynki 2018, ss. 144.
56. Antoni Mironowicz, Cerkiew prawosławna w II Rzeczypospolitej, Białystok 2018, ss. 256.
57. Antoni Mironowicz, Uniatyzm, Униатство, Uniatism, Εκκλησιαστικές Oυνίες, Białystok 2018, ss. 144.
58. Antoni Mironowicz, Piatienka – prawosławny ośrodek kultowy, Białystok 2019, ss. 126.
59. Antoni Mironowicz, The Orthodox Church in Polish Lands during the Reign of the Piast Dynasty, Presov 2019, ss. 232.
60. Antoni Mironowicz, The Orthodox Church in Poland to the end of XIV century, Białystok 2019, ss. 220.
61. Antoni Mironowicz, Hilarion Massalski, archimandryta supraski, Białystok 2020, ss. 128.
62. Antoni Mironowicz, Przywileje i nadania Cerkwi i możnym ruskim w Wielkim Księstwie Litewskim, część III. Lata panowania Zygmunta Augusta, Białystok 2020, ss. 228.
63. Антоний Миронович, Церковные унии в Беларуси, Литве, Украине и Польше и их последствия, Белосток 2020, ss. 116.
64. Antoni Mironowicz, Z dziejów żyrowickiego sanktuarium 1470-1618, Białystok 2021, ss. 134.
65. Antoni Mironowicz, Zygmunt August a Cerkiew prawosławna, Białystok 2021, ss. 128.
66. Antoni Mironowicz, The Orthodox Church in Poland 1918-1939, Białystok 2022, ss. 124.
67. Antoni Mironowicz, Protopop zabłudowski, Nestor Kuźmicz, Białystok 2022, ss. 118.
68. Antoni Mironowicz, Przywileje Cerkwi prawosławnej przez Zygmunta Augusta nadane, Białystok 2022, ss. 218. Wydawnictwo Pracowni Historii Kościoła (Katedra Teologii Prawosławnej) Uniweresytetu w Białymstoku.
69. Antoni Mironowicz, Monaster Przemienienia Pańskiego w Kobryniu, Białystok 2023, ss. 101. Wydawnictwo Pracowni Historii Kościoła Uniweresytetu w Białymstoku.
70. Antoni Mironowicz, The road of the Orthodox Church in Poland to autocephaly, Białystok 2023, ss. 98. Wydawnictwo Pracowni Historii Kościoła Uniweresytetu w Białymstoku.
71. Antoni Mironowicz, Cerkiew prawosławna w Polsce i jej droga do autokefalii, Warszawa 2023, ss. 160. Wydawnictwo Warszawskiej Metropolii Prawosławnej.
72. Antoni Mironowicz, Prawosławie w Gdańsku. Historia i współczesność, Gdańsk 2023, ss. 148. Wydawnictwo Prawosławna Parafia św. Mikołaja w Gdańsku.
73. А. Мірановіч, Малавядомая крыніца да гісторыі Жыровіцкага манастыра, „Белорусский сборник”, „Статьи и материалы по истории иnej Uniwersytetu w Białymstoku”, Białystok 2012, R. XIV (XXV), z. 25-26 (38-39), s. 97-104.
74. A. Г. Гусаков и др.]. Минск 2013, c. 100-125.

2014
Białystok 2016, R. XVIII (XXIX), s. 27-35.
1. A. Mironowicz, Orthodox Church in the Former Polish-Lithuanian Commonwealth in the 16th-18th Century, „BЖурнал социальных и гуманитарных наук, Беогрaд – Минск, № 2(2), 2017, с. 68-75.
2. А. В. Миронович, Православная Храмы Бреста в XVI веке, [в:] Традиции духовной и материальной культуры пограничья. Сборник материалов международной научной конференции, Брест 15-16 ноября, под ред. А. Н. Вабищевича, Брест 2017, с. 37-47.
3. А. Миронович, Матфей Семашко, „Православная Энциклопедия”, т. XLIV, Москва 2017, c. 385-386.
4. А. Миронович, Православная Церковь в Польше в 1945-1948 гг., [в:] Международный конгресс православных ученых. Евангельские ценности и будущее православного мира, Наука и православие: стратегии развития, Великое Тырново, Болгария, 2017
5. A. Mironowicz, Bulgarian Manuscripts in the Collection of the Supraśl Monastery in the mid-16th century, “Acta Paда 550-годдзя аднойдзення цудатворнай Жыровіцкай іконы Божай Маці і 500-годдзя заснавання Свята-Успенскага Жыровіцкага манастыра”, Гродна 2020, c. 4-21.